# Campionati sudamericani di atletica leggera 1929
La sesta edizione dei campionati sudamericani di atletica leggera si tenne a Lima, Perù nel 1929. 

## Prove maschili[1]

### Corse
| Evento                | Oro                        | Oro        | Argento                          | Argento | Bronzo                          | Bronzo |
| --------------------- | -------------------------- | ---------- | -------------------------------- | ------- | ------------------------------- | ------ |
| 100m                  | Hernán Spinassi Argentina  | 10"7       | Carlos Bianchi Lutti Argentina   |         | Juan Carlos Ure Aldao Argentina |        |
| 200m                  | Hernán Spinassi Argentina  | 21"9       | José Vicente Salinas Cile        |         | Juan Carlos Ure Aldao Argentina |        |
| 400m                  | José Vicente Salinas Cile  | 49"0       | Santiago Hintze Argentina        | 49"4    | Ernesto Riveros Cile            |        |
| 800m                  | Leopoldo Ledesma Argentina | 1'55"2     | Hermenegildo Del Rosso Argentina |         | Ernesto Medel Cile              |        |
| 1500m                 | Leopoldo Ledesma Argentina | 4'01"0     | Ernesto Medel Cile               |         | Roger Ceballos Argentina        |        |
| 3000 m piani          | Belisario Alarcón Cile     | 8'51"0     |                                  |         |                                 |        |
| 5000m                 | Belisario Alarcón Cile     | 15'44"8    | Lindor Pizarro Cile              |         | Pedro Pérez Cile                |        |
| 10000m                | José Ribas Argentina       | 32'10"4    | Fernando Cicarelli Argentina     |         | Juan Bravo Cile                 |        |
| 110 metri ostacoli    | Valerio Vallanía Argentina | 15"3       | Alfredo Ugarte Cile              | 15"4    | Evaristo Gomes Perù             |        |
| 400 metri ostacoli    | Pedro Gálvez Cile          | 55"2       | Juan Acosta Argentina            | 55"4    | Juan Figueiras Argentina        |        |
| Staffetta 4×100 metri | Argentina                  | 42"2       | Perù                             | 43"2    | Cile                            |        |
| Staffetta 4×400 metri | Cile                       | 3'22"4     | Argentina                        |         | Perù                            |        |
| 3000 metri a squadra  | Argentina                  |            | Cile                             |         |                                 |        |
| Corsa campestre       | Belisario Alarcón Cile     | 33/36:16.0 | Arturo Velert Argentina          |         | Fernando Cicarelli Argentina    |        |

### Altre gare
| Evento               | Oro                        | Oro     | Argento                          | Argento | Bronzo                        | Bronzo |
| -------------------- | -------------------------- | ------- | -------------------------------- | ------- | ----------------------------- | ------ |
| Salto in alto        | Valerio Vallanía Argentina | 1,80    | Luis Garay Cile                  | 1,80    | Pablo Riesen Argentina        | 1,75   |
| Salto in lungo       | Juan Moura Cile            | 6,87    | Pedro Aizcorbe Argentina         | 6,74    | Carlos Butti Argentina        | 6,63   |
| Salto triplo         | Luis Brunetto Argentina    | 14,77   | Ricardo Mendiburo Cile           | 14,45   | Pedro Aizcorbe Argentina      | 14,27  |
| Salto con l'asta     | Diego Pajmaevich Argentina | 3,80    | Adolfo Schlegel Cile             | 3,70    | Alfredo Escobedo Argentina    | 3,70   |
| Getto del peso       | Kurt Pollack Cile          | 13,23   | Héctor Benapres Cile             | 12,77   | Guillermo Otto Cile           | 12,64  |
| Lancio del disco     | Héctor Benapres Cile       | 41,64   | Pedro Elsa Argentina             | 41,44   | Arístides Domínguez Argentina | 40,63  |
| Lancio del martello  | Federico Kleger Argentina  | 49,57   | Alfredo Wismer Argentina         | 46,55   | Ricardo Bayer Cile            | 46,42  |
| Tiro del giavellotto | Tomás Medián Cile          | 53,31   | Antonio Medvesigh Argentina      | 51,76   | F. Vega Cile                  | 49,52  |
| Decathlon            | Héctor Berra Argentina     | 6511.34 | Santiago León Amatrián Argentina | 6264.33 | Fernando Primard Cile         | 6075   |